# Pehr Olof Bäckström
Pehr Olof Bäckström, född 1859 i Ovansjö i Gästrikland, död 29 september 1917 i Stockholm, var en av den tidiga svenska arbetarrörelsens fackliga pionjärer.

## Biografi
Pehr Olof Bäckström började som 12-åring arbeta i en textilfabrik. Efter några år fick han arbete vid järnvägsverkstäderna i Gävle, blev fackligt aktiv och ordförande vid verkstadsklubben 1886–1887. Han flyttade till Stockholm 1888 och gick med i Norra Järnarbetarefackföreningen, där han var ordförande 1890–1893 och 1895–1896. Som ordförande drev han främst frågan om minimilöner och frågan om bättre arbetarskydd. Han tog initiativ till föreningens verkstadslokalkommitté, där han också var ledamot. Kommittén undersökte arbetsmiljöproblem vid företagen och drev dem vidare till Yrkesinspektionen.
Bäckström var med och bildade Järn- och Metallarbetareförbundet 1888, han var ledamot av förbundsstyrelsen 1889 samt 1894–1899, och förbundsordförande 1896–1899. Efter perioden som förbundsordförande startade han ett kooperativ för cykeltillverkning.
Han var ombud på partikongresserna 1891 och 1894, och ingick i styrelsen för Norra partidistriktet (=Stockholmsdistriktet) några år på 1890-talet. Han var Socialdemokratiska arbetarepartiets representant i Stockholms stadsfullmäktige och avgick 1912.
Bäckström var gift med Augusta Bernhardina (Dina) Wikholm (1865–1922). De är begravda på Norra begravningsplatsen utanför Stockholm.